# Кенкон-Мару
«Кенкон-Мару» — транспортне судно, яке під час Другої світової війни взяло участь в операціях японських збройних сил в Індонезії та на Соломонових островах.

## Передвоєнна історія
«Кенкон-Мару» спорудили в 1935 році на верфі Mitsui Bussan на замовлення компанії Inui Kisen.
18 серпня 1940 року судно реквізували для потреб Імперської армії Японії, проте вже 13 грудня того ж року повернули власнику. Повторно «Кенкон-Мару» реквізували 7 жовтня 1941 року.

## Вторгнення на Борнео
У грудні 1941 року судно прибуло до в'єтнамської бухти Камрань, де мало приєднатись до сил вторгнення у Британське Борнео. 13 грудня 1941 року «Кенкон-Мару» та ще вісім транспортів вийшли з Камрані, маючи на борту 124-й піхотний полк, 2-й батальйон морської піхоти ВМБ Йокосука та цілий ряд інших підрозділів, а також обладнання та матеріали. Ще до висадки на Борнео одне судно відділилось для доставки спорядження на Філіппіни, тоді як основна частина конвою прибула наприкінці 15 грудня до узбережжя Борнео та в перші години наступної доби успішно здійснила висадку одразу у трьох місцях.
Не зустрівши серйозного спротиву, японці змогли вже 22 грудня зібрати у Мірі новий транспортний загін для десанту в Кучинг у складі «Кенкон-Мару» та семи інших суден. Вони прийняли на борт два виділені Імперською армією батальйони та 2-й батальйон морської піхоти ВМБ Йокосука і надвечір 23 грудня досягли району призначення. Протидія висадці знову була обмеженою, проте внаслідок поганої погоди затонули чотири десантні катери, а транспортні та ескортні судна конвою дістали пошкодження.
Протягом 23—26 грудня внаслідок атак нідерландських підводних човнів та авіації потоплено 4 та пошкоджено 2 із транспортів загону, проте «Кенкон-Мару» не постраждало.

## Конвой на Соломонові острови
З початку серпня 1942-го на сході Соломонових островів точились важкі бої (битва за острів Гуадалканал). Наприкінці 1942 року японське командування вирішило доправити сюди 6-ту піхотну дивізію Імперської армії Японії, для чого в окупованому китайському Шанхаї сформували конвой №35, що складався з чотирьох частин. «Кенкон-Мару» разом зі ще трьома суднами увійшло до групи B.
21 грудня 1942 року група B вийшла з Шанхаю, 5 січня 1943 року прибула на військово-морську базу Мако (Пескадорські острови у південній частині Тайванської протоки), після чого прослідувала на схід Каролінських островів до атола Трук (ще до війни тут була створена потужна база ВМФ, з якої до лютого 1944 року провадились операції у цілому ряді архіпелагів).
17 січня 1943 року група B під охороною есмінця «Шираюкі» рушила у південно-східному напрямку, маючи на меті пройти через Бугенвільську протоку (розділяє острови Бугенвіль та Шуазель на заході Соломонових островів) та укритись на якірній стоянці Шортленд — прикритій групою невеликих островів Шортленд акваторії біля південного завершення острова Бугенвіль, де зазвичай відстоювались легкі бойові кораблі та перевалювались вантажі для подальшої відправки далі на схід Соломонових островів.
21 січня на північному підході до Бугенвільської протоки групу B атакував підводний човен Gato, котрий торпедував «Кенкон-Мару». На судні почалась пожежа і вибухи амуніції, що призвело до рішення покинути його. Хоча на борту перебувало понад сім сотень солдат, загинули з них лише 36 осіб (а також 7 членів екіпажу). Рятувальні роботи провадив есмінець Шираюкі.